# ОШ „Иво Лола Рибар” Сомбор
Основна школа "Иво Лола Рибар" је основана 1962. године и налази се у улици Моношторска број 8, у Сомбору.

## О школи
Основна школа "Иво Лола Рибар" наставу организује у главној згради и у згради у Шикари. 
У школи се од страних језика уче енглески и немачки језик, а настава се изводи у две смене.
У просторијама школе је смештен Школски компјутерски центар Месне заједнице Горња Варош и користе га сви ученици школе.
Школа има две фискултурне сале коју користе како ученици школе тако и грађани Месне заједнице. Током дана, сале користе ученици, док у вечерњим часовима салу користе многобројни спортски клубови (одбојкашки, кошаркашки, карате, за мали фудбал).

## Историјат
Основна школа "Иво Лола Рибар" основана је 21. децембра 1962. године. Школа је прво била смештена у Војвођанској улици од 1962. до 1970. године. Јуна 1970. преселила се у Моношторску улицу, где се и данас налази. Први директор школе је био био Стеван Васиљевић, познати сомборски педагог и наставник и дугогодишњи директор гимназије. Стеван Васиљевић је био директор од оснивања школе 1962. до свог одласка у пензију 1973. године.

## Назив школе
Школа носи назив по народном хероју Иви Лоли Рибару. 

### Иво Лола Рибар
Иван Иво Лола Рибар (Загреб, 23. април 1916 — Ћослије, код Гламоча, 27. новембар 1943) је био правник и револуционар, један од организатора и предводника омладинског и студентског револуционарног покрета у Југославији, као и организатор омладинског антифашистичког покрета у току Народноослободилачког рата, секретар ЦК СКОЈ-а и председник УСАОЈ-а и народни херој Југославије.

## Међународна сарадња
Школа сарађује са партнерском основном школом у Бечу, Аустрија. Између две школе успостављена је сарадња на пољима размене искустава у настави и могућностима унапређења квалитета наставе, као и изради заједничких пројеката.